# LOOK Busreisen

Logo

LOOK Busreisen (of Willi Look) is een Duits busbedrijf uit Kleef (Duits: Kleve) dat touringcars verhuurt en OV-lijndiensten aanbiedt.
In 1925 begon het bedrijf een lijndienst tussen Kleef en Bimmen, vlak bij de Nederlandse grens. Deze dienst werd later uitgebreid naar het Nederlandse Millingen aan de Rijn. Ook rijdt het bedrijf op lijnen van Stadtbus Goch.
In oktober 2006 werd de firma overgenomen door DIE REISEN, een 100% dochteronderneming van de NIAG. De buslijnen worden sindsdien bij NIAG ondergebracht en de tourbussen bij DIE REISEN.

## Lijndiensten
- Lijn 47: Goch - Rees v.v.
- Lijn 49: Kleef - Rindern v.v.
- Lijn 52: Kleef - Kleef-Warbeyen v.v.
- Lijn 60: Kleef - Millingen aan de Rijn v.v.

## Lijnen van Stadtbus Goch
- Stadslijn SL11: Goch - Asperden - Kessel v.v.
- Stadslijn SL12: Hommersum - Hassum - Goch v.v.
- Stadslijn SL13: Hülm - Goch v.v.
- Stadslijn SL14: Goch - Pfalzdorf v.v.
- Stadslijn SL15: Goch - Nierswalde v.v.
- Stadslijn SL16: Nierswalde - Asperden - Pfalzdorf v.v.
- Stadslijn SL17: Goch - vliegveld Niederrhein v.v.
- Stadslijn SL18: Kessel - Hommersum - Hassum v.v.